# پیه‌وه دی لدرو
پیه‌وه دی لدرو (به ایتالیایی: Pieve di Ledro) یک منطقهٔ مسکونی در ایتالیا است که در لدرو واقع شده‌است. پیه‌وه دی لدرو ۱۹٫۰ کیلومتر مربع مساحت و ۵۸۵ نفر جمعیت دارد.